# 馬哈奇卡拉大清真寺
馬哈奇卡拉大清真寺 （俄语：Центральная Джума-мечеть Махачкалы），正式名稱是優素福清真寺（俄语：Юсуф Бей Джами），是俄羅斯達吉斯坦共和國首府馬哈奇卡拉一家清真寺。
1997年完工，可容納17,000人聚禮。